# 斯帕特爾角

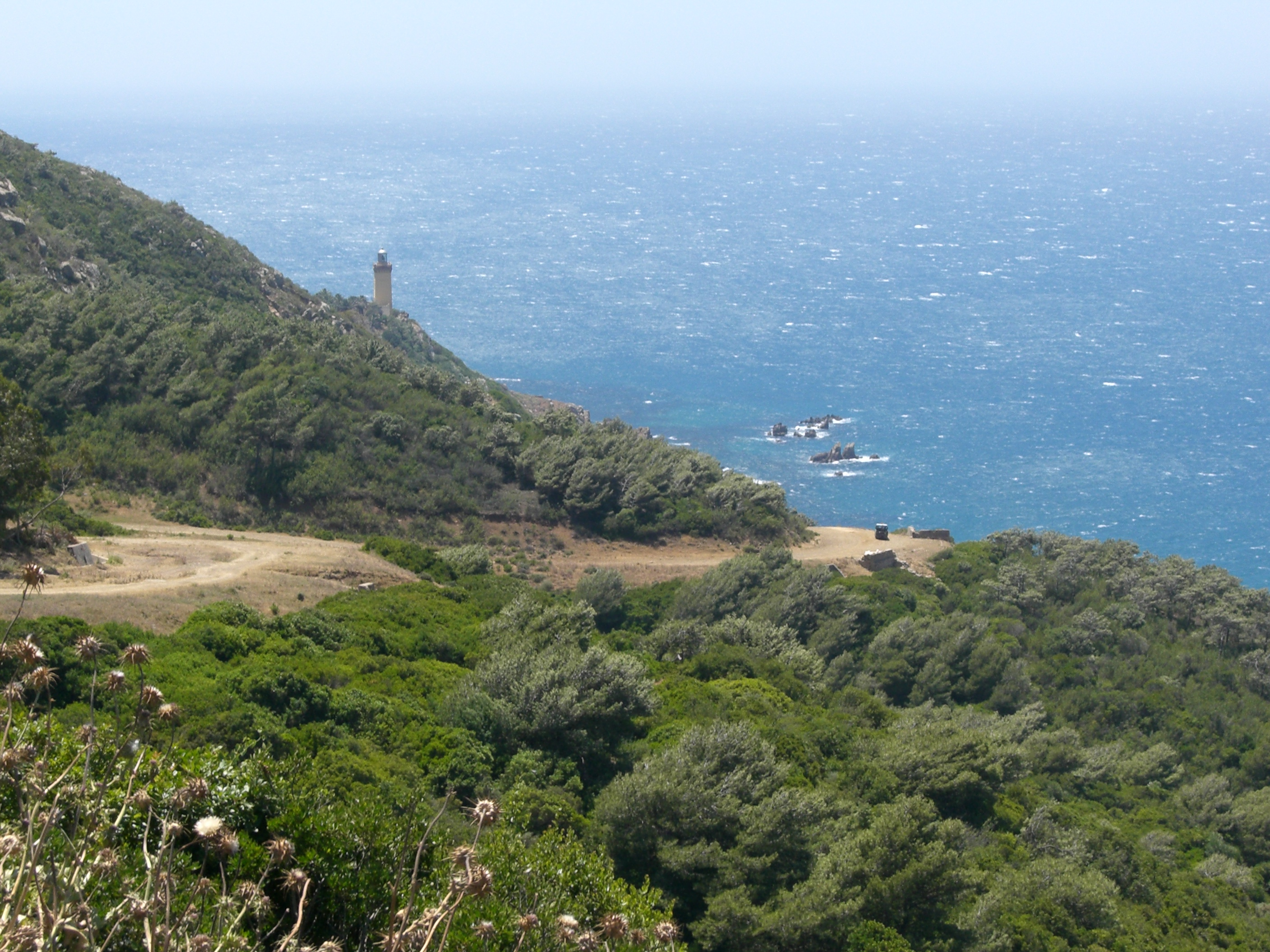

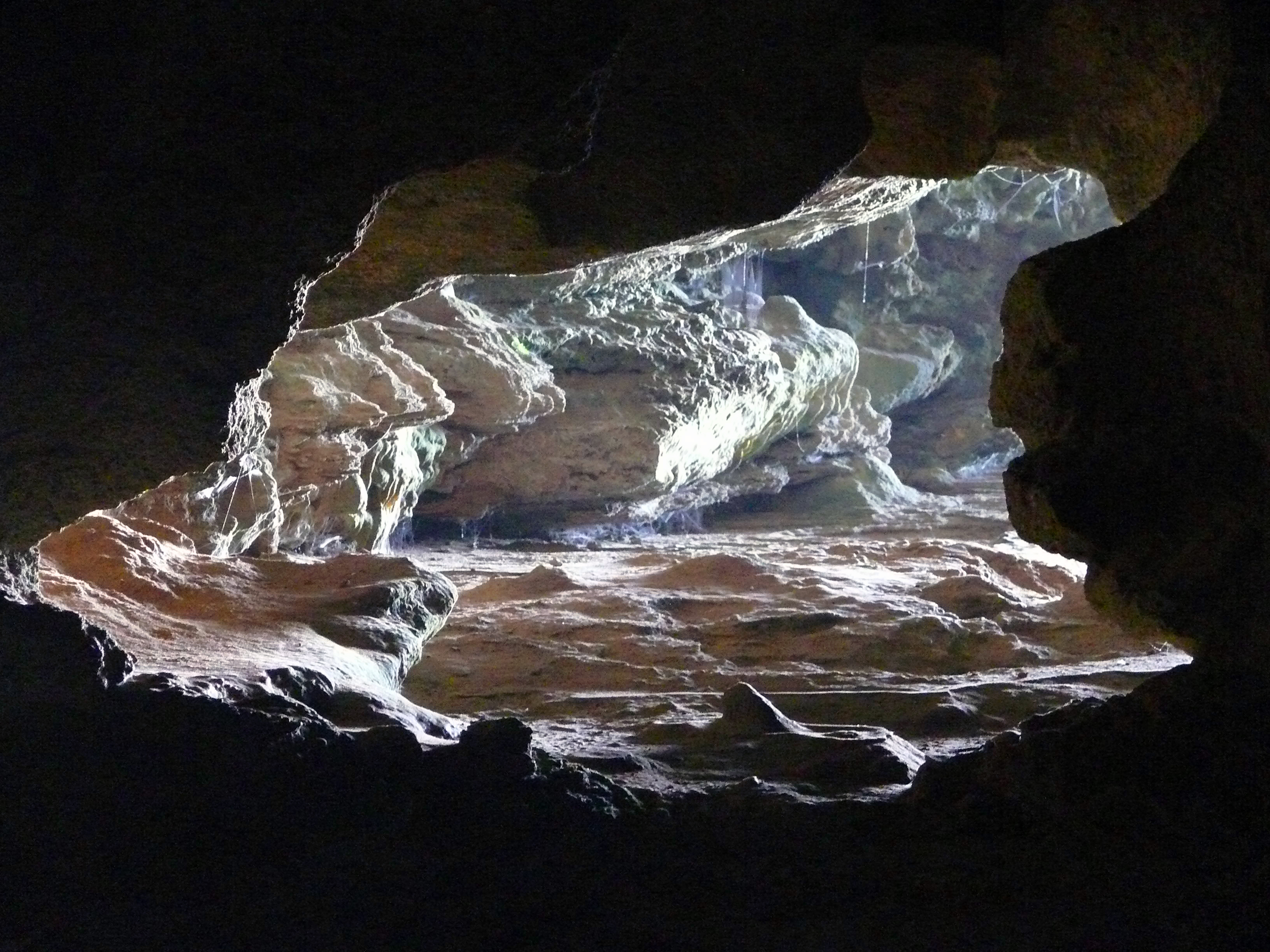

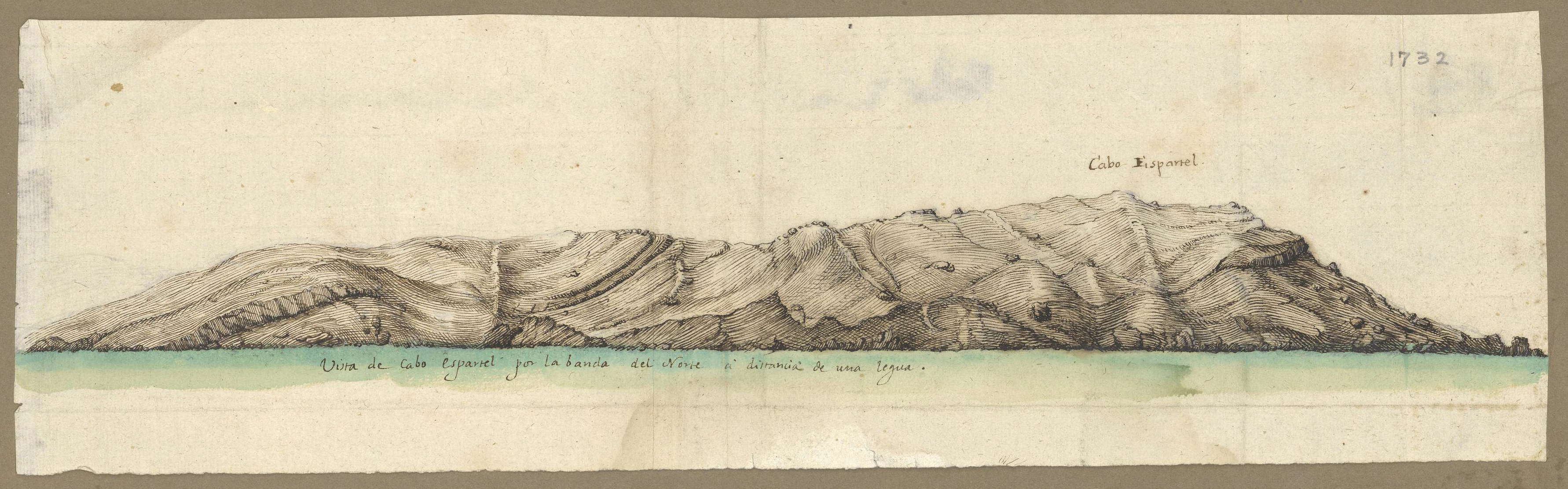

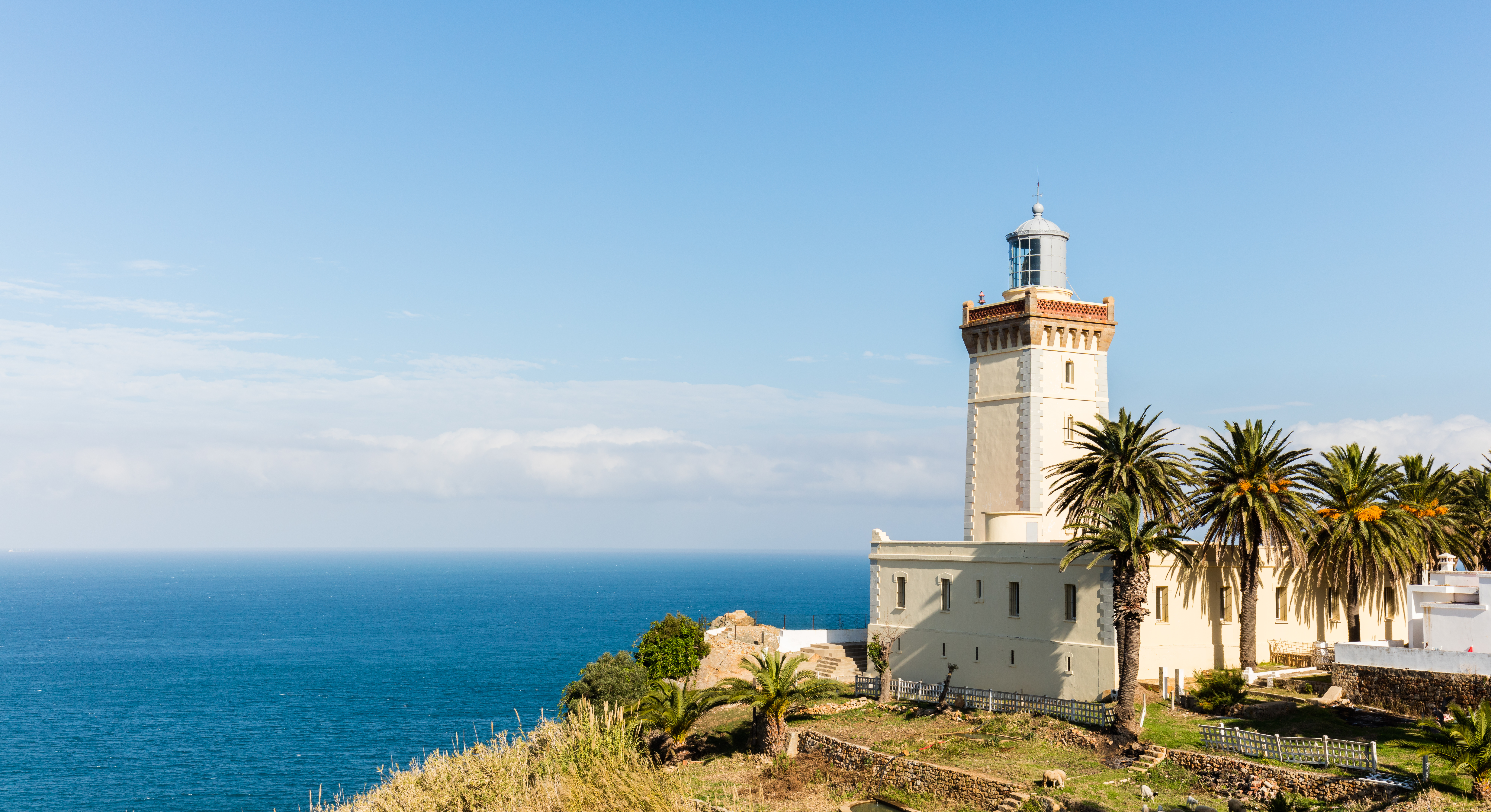
斯帕特爾角的燈塔

斯帕特爾角是摩洛哥的海角，位於該國北部丹吉爾-得土安大區，處於丹吉爾以西12公里的直布羅陀海峽入口處，海拔高度約300米。
35°48′02″N 5°54′22″W / 35.80056°N 5.90611°W